# Simon Fraser (Entdecker)

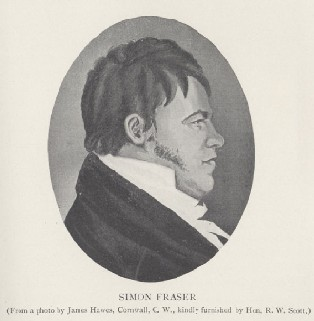
Simon Fraser

Simon Fraser (* 1776 in Mapletown bei Bennington, Vermont; † 18. August 1862 in St Andrews bei Cornwall, Ontario) war ein kanadischer Pelzhändler und Entdecker, der große Teile der heutigen kanadischen Provinz British Columbia kartografierte. Fraser war von der North West Company angestellt worden und war ab 1805 Leiter aller Geschäfte des Unternehmens westlich der Rocky Mountains. Er war verantwortlich für den Bau der ersten Handelsposten in dieser Gegend und erforschte 1808 den nach ihm benannten Fraser River.
Die kanadische Regierung, vertreten durch den für das Historic Sites and Monuments Board of Canada zuständigen Minister, ehrte Fraser am 2. Mai 2016 unter anderem für sein Wirken als Entdecker und erklärte ihn zu einer „Person von nationaler historischer Bedeutung“.

## Leben

### Kindheit und Jugend
Der Sohn eines Schotten aus den Highlands wurde während des Amerikanischen Unabhängigkeitskrieges bei Bennington im späteren Bundesstaat Vermont geboren. Er war das achte und jüngste Kind der Familie. Sein gleichnamiger Vater war ein britischer Offizier, der während des Saratoga-Feldzugs in amerikanische Kriegsgefangenschaft geriet und starb.
Nach Ende des Krieges zog die Familie nach Kanada. Mit Unterstützung von Frasers Onkel, einem Richter des Court of Common Pleas ließ sich die Familie in Québec, in der Nähe von Cadillac (heute ein Teil von Rouyn-Noranda) nieder. Im Alter von 14 Jahren begab sich Fraser nach Montreal zu seinem Onkel und erhielt nach zwei Jahren Schulbildung eine Lehrstelle bei der North West Company. Zwei weitere Onkel von Fraser waren im Pelzhandel tätig, der damals ein wichtiger Teil der Wirtschaft Montreals war. Darüber hinaus waren die Frasers mit Simon McTavish verwandt, einem der Firmengründer.
Zwischen 1792 und 1805 scheint sich Fraser die meiste Zeit als Händler in der Zweigstelle in Athabasca aufgehalten zu haben. Über seine genauen Tätigkeiten ist wenig bekannt. Doch scheint er sehr erfolgreich gewesen zu sein, da er 1801 im Alter von nur 25 Jahren zum Partner des Unternehmens aufstieg.

### Erkundung des Westens
1789 war Alexander Mackenzie von der North West Company damit beauftragt worden, einen schiffbaren Fluss zum Pazifischen Ozean zu finden. Die Route, die er 1793 entdeckte, den West Road River hinauf und den Bella Coola River hinunter, erschloss zwar neue Gebiete für die Jagd auf Pelztiere, erwies sich aber als zu schwierig für eine Handelsroute zum Pazifik. Fraser wurde deshalb 1805 die Aufgabe übertragen, das Operationsgebiet auf die Westseite der Rocky Mountains auszudehnen. Mackenzies Expeditionen waren in erster Linie Erkundungen gewesen, während Fraser neben der Erkundung von Handelsrouten auch den Auftrag erhielt, Handelsposten zu errichten und das Land in Besitz zu nehmen. Fraser war somit der Wegbereiter der permanenten europäischen Besiedlung im heutigen British Columbia.

### Errichtung von Handelsposten
Im Herbst 1805 begab sich Fraser in Richtung der Rocky Mountains und folgte dabei dem Peace River. Er errichtete den Handelsposten Rocky Mountain Portage House (das heutige Hudson’s Hope) unmittelbar östlich des Peace River Canyon. Im Winter überquerten Fraser und seine Begleiter die Berge, folgten anschließend dem Parsnip River und dem Pack River und errichteten das Trout Lake Fort (später in Fort McLeod umbenannt) beim heutigen Ort McLeod Lake. Dies war die erste permanente europäische Siedlung westlich der Rocky Mountains im heutigen Kanada.
Fraser nannte dieses Gebiet New Caledonia, benannt nach Schottland, dem Land seiner Vorfahren. Weitere Erkundungen von Frasers Assistenten James McDougall führten zur Entdeckung des Carrier Lake, heute als Stuart Lake bekannt. Der See lag im Zentrum jenes Gebietes, das vom Volk der Dakelh besiedelt war. Das Seeufer erwies sich als lukrativer Standort für den Pelzhandel, weshalb dort 1806 der Handelsposten Fort St. James entstand. Von dort aus, sandte Fraser seinen Assistenten John Stuart westwärts zum Fraser Lake. Später errichteten beide einen weiteren Handelsposten, der heute unter dem Namen Fort Fraser bekannt ist.

### Verzögerungen und Gründung von Fort George
Fraser erfuhr von den Ureinwohnern, dass man den Fraser River erreichen konnte, indem man den Stuart River (an dessen Lauf der Stuart Lake liegt) und anschließend dem Nechako River hinunter folgte. Fraser hatte die Idee, mit Booten den gesamten, später nach ihm benannten, Fluss hinunterzufahren. Er war davon überzeugt, dass dies tatsächlich der Columbia River ist, dessen Mündung 1792 von Robert Gray entdeckt worden war.
Ursprünglich wollte Fraser die Reise bereits im Jahr 1806 antreten, doch es mangelte an Männern und Vorräten; darüber herrschte in der Region eine Hungersnot. Fraser erhielt den Nachschub erst im Herbst 1807, weshalb die Expedition erst im darauf folgenden Frühling aufbrechen konnte. Um die Wartezeit zu überbrücken, war Fraser zur Mündung des Nechako River in den Fraser River gereist und gründete dort einen weiteren Handelsposten namens Fort George (heute befindet sich dort die Stadt Prince George). Dieser Posten war später der Ausgangspunkt der Reise.

### Den Fraser River entlang
Am 28. Mai 1808 verließ die 24-köpfige Gruppe Fort George in vier Kanus. Die Einheimischen warnten Fraser, dass weiter unten der Fluss beinahe unpassierbar sei. Sogar die Portagen erwiesen sich als äußerst anstrengend und Frasers Leute zogen es in einigen Fällen vor, gefährliche Stromschnellen zu überwinden, um noch gefährlichere oder anstrengendere Portagen zu vermeiden. Dreizehn Tage nach Beginn der Reise ließ Fraser die Kanus oberhalb des heutigen Ortes Lillooet zurück, und die Gruppe setzte die Reise zu Fuß fort. Hin und wieder liehen sie sich Kanus von Stämmen, auf die sie unterwegs trafen.
Fraser verstand es, freundschaftliche Beziehungen zu den Stämmen aufzubauen. Er ließ die Stämme weiter flussabwärts benachrichtigen, um sie über die bevorstehende Ankunft und seine guten Absichten zu informieren. Diese Taktik erwies sich meist als effektiv. Doch weiter flussabwärts, in der Nähe der heutigen Stadt Vancouver, stieß er auf die feindselig eingestellten Musqueam. Da die Gruppe verfolgt wurde, konnte sie nur einen Blick auf die Straße von Georgia bzw. das Meer erhaschen. Der benachbarte Stamm der Kwantlen verfolgte die Gruppe ebenfalls und trieb sie landeinwärts bis nach Hope zurück. Fraser war mittlerweile zur Erkenntnis gelangt, dass es sich bei dem Fluss nicht um den Columbia River handeln konnte. Die Fahrt hatte insgesamt 36 Tage gedauert.
Die Rückkehr nach Fort George erwies sich als weitaus gefährlicher, da sich die Feindseligkeit nun auch auf die Stämme am Oberlauf übertrug. Die ständige Todesgefahr führte in der Gruppe beinahe zu einer Meuterei, da die übrigen Mitglieder der Gruppe lieber über Land fliehen wollten. Dennoch setzte Fraser die Rückreise auf dem Fluss fort und die Gruppe kam am 6. August 1808 nach 37 Tagen in Fort George an. Die gesamte Reise hin und zurück hatte zweieinhalb Monate gedauert.

### Schlacht von Seven Oaks
Fraser verließ New Caledonia im Jahr 1809 und begab sich zur Zweigstelle in Athabasca zurück, wo er bis 1814 blieb. Die meiste Zeit war er der Verantwortliche für die Handelsregion am Mackenzie River. Danach schickte ihn die Direktion in das Tal des Red River; dort geriet er in einen Konflikt zwischen der North West Company und Thomas Douglas, dem Hauptaktionär der Hudson’s Bay Company und Gründer der Red-River-Kolonie.
Der Konflikt gipfelte im Juni 1816 in der Schlacht von Seven Oaks, die zum Tod des Gouverneurs Robert Semple und 23 weiterer Männer führte. Obwohl Fraser selbst nicht am Angriff beteiligt gewesen war, ließ Douglas ihn in Fort William festnehmen. Fraser wurde im September nach Montreal gebracht, wo er prompt auf Kaution freikam. Er kehrte 1817 nach Fort William zurück, als die North West Company die Kontrolle über diesen Handelsposten zurückerlangte. 1818 wurden Fraser und fünf weitere Partner von allen Anklagepunkten im Zusammenhang mit den Vorfällen in der Kolonie freigesprochen.

### Weiterer Lebensweg
1818 scheint sich Fraser aus dem Pelzhandel zurückgezogen zu haben. Er ließ sich bei St Andrews nahe Cornwall in Ontario nieder und heiratete im Jahr 1820. Er wurde Vater von fünf Söhnen und drei Töchtern. Sein restliches Leben verbrachte er damit, verschiedenen Geschäften nachzugehen, meist ohne großen Erfolg. Während der Rebellionen von 1837 diente er als Unteroffizier der Stormont-Miliz. Er starb 1862 im Alter von 86 Jahren, seine Frau einen Tag darauf. Beide wurden in einem gemeinsamen Grab auf dem römisch-katholischen Friedhof von St Andrews beigesetzt.

## Durch Fraser gegründete Orte
- Hudson’s Hope (1805)
- McLeod Lake (1805)
- Fort St. James (1806)
- Fort Fraser (1806)
- Prince George (1807)

## Nach Fraser benannt
- Fraser River (auf Anregung von David Thompson)
- Fraser Lake, ein See in British Columbia
- Fort Fraser, Ort östlich des Fraser Lake
- Simon Fraser University in Burnaby